# Peter Parler
Peter Parler (Petr Parléř en tchèque) (1330, Schwäbisch Gmünd - 1399, Prague) est un architecte allemand, surtout connu pour ses créations gothiques à Prague (cathédrale Saint-Guy et pont Charles).

## Biographie
Il devient premier-maçon de la cathédrale Saint-Guy en 1352, après la mort de son architecte Mathieu d'Arras. Indépendamment du chantier de la cathédrale, il est aussi le concepteur du pont Charles et de ses tours.
Il est issu d'une famille Parler réputée pour ses tailleurs de pierre et maîtres-d'œuvre(s).

## Ses œuvres
- Cathédrale Saint-Guy de Prague ;
- Pont Charles à Prague ;
- Chapelle de Tous-les-Saints au château de Prague ;
- Église de Notre-Dame du Týn, Prague ;
- Église Saint-Castule (en), Prague ;
- Église Sainte-Croix de Dresde ;
- Église Notre-Dame de Nuremberg.